# Joseph Ingraham
Joseph Ingraham (1762 – 1800) è stato un navigatore ed esploratore statunitense.

## Biografia

Principali viaggi di Joseph Ingraham tra il 1787 e il 1793. In rosso: il primo viaggio (1787-1790); in blu: il secondo viaggio (1790-1793) come capitano dell'Hope.
1. Boston
2. Capo Verde
3. Isole Falkland
4. Arcipelago Juan Fernandez (l'isola di Robinson Crusoé)
5. Isole Marchesi
6. Hawaii
7. Attracco di fortuna: Isole Regina Carlotta
8. Macao

Famoso per essere scopritore di alcune delle Isole Marchesi venne fatto prigioniero durante la Guerra d'indipendenza americana. Fu anche ufficiale della marina degli Stati Uniti.